# Bad Bramstedt
Bad Bramstedt är en stad i Kreis Segeberg i förbundslandet Schleswig-Holstein i Tyskland.